# Mönchskopf
Der Mönchskopf (Infundibulicybe geotropa, Syn.: Clitocybe geotropa) ist eine essbare Pilzart aus der Familie der Ritterlingsverwandten.

## Merkmale

### Makroskopische Merkmale
Der trichterförmige, unbereifte Hut hat einen Durchmesser von 12 bis 25 cm. Er besitzt fast immer einen zumindest fühlbaren, zentralen Buckel, der an eine Brustwarze erinnert. Der Hutrand ist anfangs eingerollt. Zunächst creme, weißlich-ocker oder lederfarben, kann der Hut im Alter auch rötlich-ocker gefärbt sein. Die dichten und schmalen Lamellen laufen am Stiel herab. Das Sporenpulver ist weiß. Der Stiel ist 2 bis 4 cm dick, 8 bis 15 cm lang und hellbraun bis weiß gefärbt. Das Fleisch ist außen relativ hart, innen dagegen weich. Es riecht aromatisch süßlich mit einer Bittermandelnote.

### Mikroskopische Merkmale
Die farblosen und glattwandigen Sporen sind rundlich bis elliptisch geformt, 6 bis 7 µm lang und 5 bis 6 µm breit.

## Artabgrenzung

### Bleiweißer Firnis-Trichterling
Der Pilz kann mit dem stark giftigen Bleiweißen Firnis-Trichterling (Clitocybe phyllophila) verwechselt werden. Von diesem unterscheidet er sich durch seinen dickeren Stiel und den deutlich wahrnehmbaren Buckel (bisweilen nur fühlbar). Der Mönchskopf ist auch deutlich größer als der 5 bis 11 cm große Doppelgänger, dessen Hut zudem ungebuckelt und gewölbt ist.

### Riesen-Krempentrichterling
Daneben kann der Mönchskopf mit dem essbaren Riesen-Krempentrichterling (Aspropaxillus giganteus) verwechselt werden, der im Gegensatz zum Mönchskopf jedoch keinen Buckel besitzt.

## Ökologie

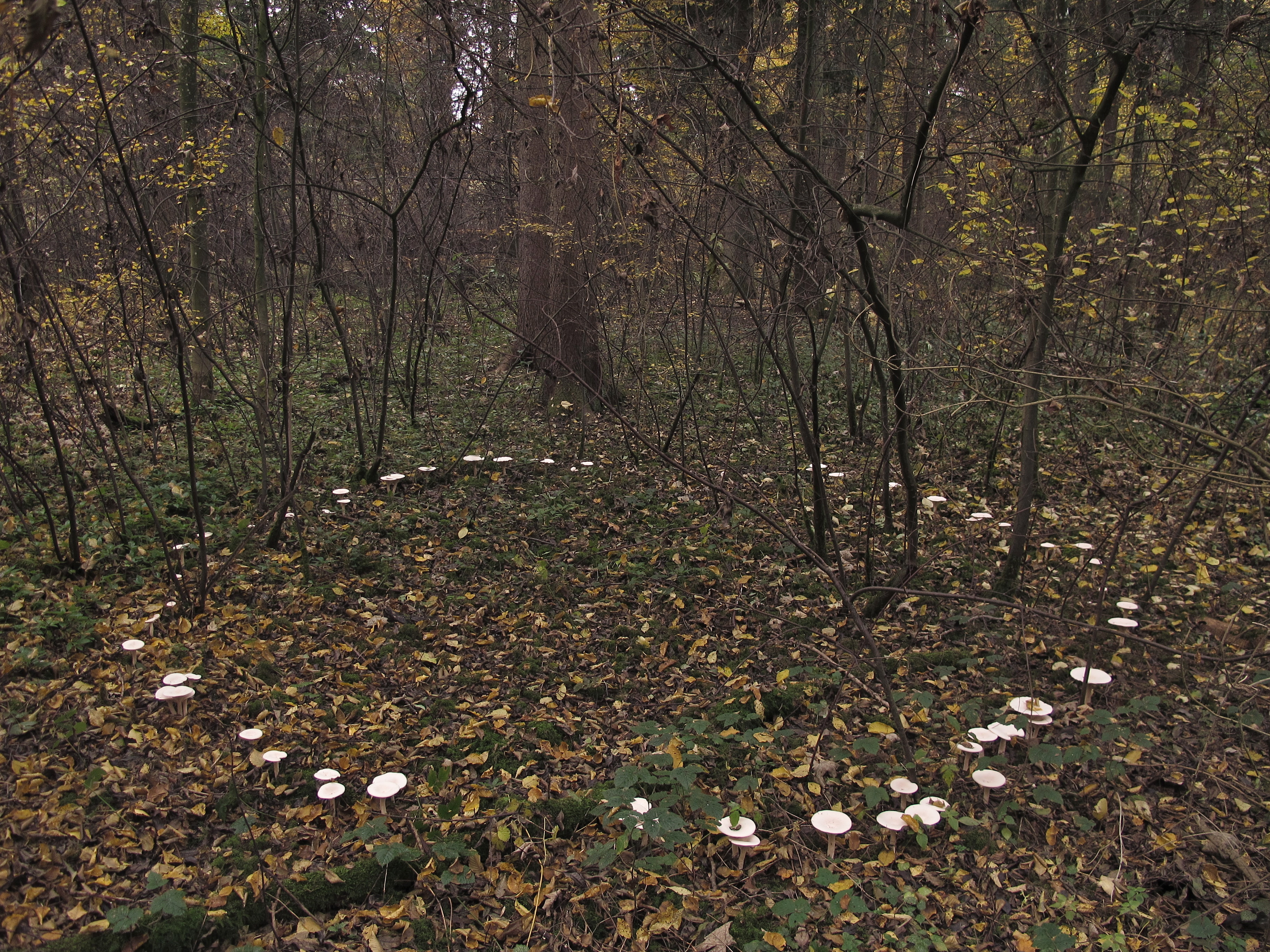
Hexenring aus Fruchtkörpern des Mönchskopfs (Infundibulicybe geotropa)

Er wächst bevorzugt auf feuchtem, kalkhaltigem Boden in Laub- und Nadelwäldern, an Waldrändern und auf Waldwiesen. Er kann Hexenringe von bis zu 800 m Durchmesser bilden.

## Verbreitung
Das Vorkommen dieses Pilzes ist in ganz Europa verbürgt. Er ist in Deutschland in der Zeit ab Juli, meist jedoch in den Monaten September bis November anzutreffen.

## Bedeutung
Der Mönchskopf ist jung essbar. Der Stiel hat geringeren Speisewert, weil er im Alter zäh und wässrig wird.